# Тарсьма
Тарсьма́ (рос. Тарсьма) — селище у складі Промишленнівського округу Кемеровської області, Росія.

## Населення
Населення — 94 особи (2010; 133 у 2002).
Національний склад (станом на 2002 рік):
- росіяни — 97 %